# بیل وورتز
 بیل وورتز یک وبلاگ نویس، یوتیوبر و نوازنده اهل نیویورک است. او بخاطر سبک آوازخوانی‌اش شناخته شده است.